# ザ・リヴァー・イン・リヴァース
ザ・リヴァー・イン・リヴァース(The River in Reverse)は、2006年に発表されたエルヴィス・コステロとアラン・トゥーサンの共演アルバム。2005年9月、ハリケーン・カトリーナのベネフィット・コンサートで共演した両者がアルバムを制作することで意気投合。同年11月から12月にかけて、Tボーン・バーネットから紹介されたジョー・ヘンリーをプロデューサーに据えてレコーディングが行われた。
コステロはトゥーサンに、「古い曲ヒット曲の再演と新曲も入り混ぜた、昔ならよくあったようなレコードの形で『アラン・トゥーサン・ソングブック』みたいにしたらどうか」と提案をした。
米国リリースは2006年6月6日だが、日本盤は2006年5月27日に先行発売。タワーレコード渋谷では発売に合わせてコステロとトゥーサンが来日し、CD購入者へのサイン会も行なわれた。初回生産限定盤はDVD付きで、約30分のメイキング映像「プッティング・ザ・リヴァー・イン・リヴァース」を観る事ができる。

## 収録曲
1. オン・ユア・ウェイ・ダウン - On Your Way Down
2. ニアラー・トゥ・ユー - Nearer to You
3. ティアーズ、ティアーズ・アンド・モア・ティアーズ - Tears, Tears and More Tears
4. ザ・シャーペスト・ソーン - The Sharpest Thorn (Costello-Toussaint)
5. フーズ・ゴナ・ヘルプ・ブラザー・ゲット・ファーザー？ - Who's Gonna Help Brother Get Further?
6. ザ・リヴァー・イン・リヴァース - The River in Reverse (Costello)
7. フリーダム・フォー・ザ・スタリオン - Freedom for the Stallion
8. ブロークン・プロミス・ランド - Broken Promise Land (Costello-Toussaint)
9. アセンション・デイ - Ascension Day (Costello-Byrd-Toussaint)
10. インターナショナル・エコー - International Echo (Costello-Toussaint)
11. オール・ジーズ・シングス - All These Things
12. ワンダー・ウーマン - Wonder Woman
13. シックス・フィンガード・マン - Six-Fingered Man (Costello-Toussaint)
14. ザ・グレイテスト・ラヴ - The Greatest Love *日本盤のみ収録 ボーナス・トラック

- （作曲者の記載がないものは、トゥーサン作曲）

## 楽曲解説
全14曲中、新曲は"ザ・シャーペスト・ソーン"、"ザ・リヴァー・イン・リヴァース"、"ブロークン・プロミス・ランド"、"インターナショナル・エコー"、"シックス・フィンガード・マン"の5曲。8曲がトゥーサンの曲の再演、残る1曲"アセンション・デイ"は、プロフェッサー・ロングヘアの"ティピティーナ"をトゥーサンが短調に編曲した"ティピティーナ・アンド・ミー" (アルバム「アワ・ニューオーリンズ」収録)にコステロが歌詞を付けたものである。タイトル曲は、コステロ書き下ろしの新曲で、ハリケーン被害について歌ったもの。
トゥーサンの8曲中、"オン・ユア・ウェイ・ダウン"、"ティアーズ、ティアーズ・アンド・モア・ティアーズ"、"フーズ・ゴナ・ヘルプ・ブラザー・ゲット・ファーザー？"、"フリーダム・フォー・ザ・スタリオン"、"ワンダー・ウーマン"、"ザ・グレイテスト・ラヴ"の6曲がリー・ドーシー、"ニアラー・トゥ・ユー"はベティ・ハリス、"オール・ジーズ・シングス"はアート・ネヴィルがそれぞれオリジナル・アーティスト。"オン・ユア・ウェイ・ダウン"は、リトル・フィートのバージョンもよく知られている。
iTunes版には、"ザ・グレイテスト・ラヴ"のかわりにボーナス・トラックとして"Where Is The Love"が収録されている。

## プレイヤー
- エルヴィス・コステロ –  vocals, electric and acoustic guitars, Hammond B3 organ and tambourine
- アラン・トゥーサン – piano, Wurlitzer electric piano and vocals

ザ・インポスターズ
- スティーブ・ナイーヴ – Hammond B3 organ, Hohner clavinet, farfisa organ, piano
- ピート・トーマス - drums, congas, tambourine, parade bass drum
- デイヴィー・ファラガー – Fender bass, backing vocals

With:
- アンソニー"AB"ブラウン - Fender Telecaster

ザ・クレセント・シティ・ホーンズ
- アマディ・キャスタネル – tenor saxophone and soprano saxophone
- ジョー"フォックス"スミス - trumpet and baritone saxophone
- サム"ビッグ・サム"ウィリアムズ - trombone
- ブライアン"ブリーズ"カイオール – baritone saxophone
- カール・ブルーイン – baritone saxophone

- ジョー・ヘンリー - Producer